# Tandoori masala

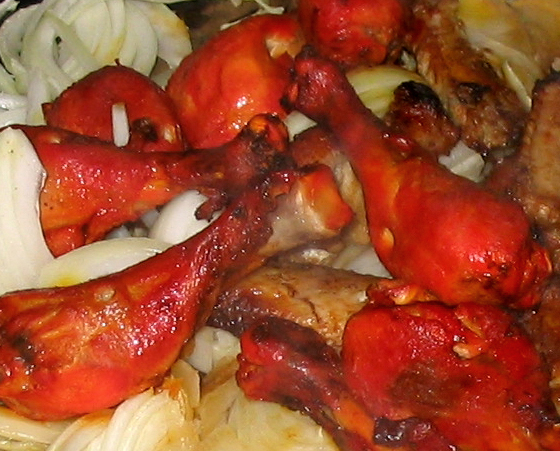
Kip tandoori

Tandoori masala (ook wel afgekort tot tandoori) is een saus die in verscheidene vormen al duizenden jaren in India wordt gebruikt. Het is een mengeling van yoghurt, gember, knoflook, peper, komijn en Garam Masala (een Indiaas mengsel van gemalen specerijen in ieder geval bestaande uit kardemom, kruidnagel, nootmuskaat en kaneel).
Het woord tandoori komt van het Hindiwoord tandoor, dat kleioven betekent.

## Kip tandoori
Kip tandoori is een gerecht met kippenpoten, gemarineerd in tandoorisaus. Na het marineren worden deze samen met veel ui in een oven gebakken of gegrild. Het geheel wordt vervolgens geserveerd met rijst. Goede kip tandoori is krokant aan de buitenkant en zacht van binnen. Het gerecht zou in de eerste helft van de 20e eeuw bedacht zijn door een kok in Pesjawar. Nadat deze Lala Kundan Lal Gujral na de deling van India naar Delhi verhuisde en daar het restaurant Moti Mahal opende, zou het gerecht een plaats hebben gekregen in de Indiase keuken.

## Kip tikka
Kip tikka masala kent ongeveer hetzelfde bereidingsproces behalve dat het hier om gesneden (botloze) kip gaat en dat het waarschijnlijk in het Verenigd Koninkrijk (in de Indiase gemeenschap) min of meer 'per ongeluk' ontstaan is.